# جاکی
جاکی یکی از ایلات گروه لر بزرگ و شیعه مذهب کهگیلویه که به دو دستهٔ لیراوی و چهار بنیچه منشعب می‌شدند. امروزه دیگر نامی از ایل جاکی و شاخه‌های آن در میان نیست و هر یک از ایلات و طوایف وابسته به آن به‌طور مستقل در استان کهگیلویه و بویراحمد پراکنده‌اند.

## وجه تسمیه
ایل جاکی اتحادی از ایلات و طوایف بویراحمد، چرام، دشمن زیاری، نویی، لیراوی، بهمئی، شیرالی (شیرعالی: شیر علی)، یوسفی و تیبی (طیبی) بود که در دو دستهٔ چهار بنیچه و لیراوی متشکل شده بودند.
بنیچه عبارت بود از ارزیابی و برآورد مالیاتی دسته جمعی مؤدیان مالیاتی در ایلات و طوایف که براساس ابواب جمعی هر ایل و طایفه و ساکنان یک ده و پس از یک کاسه کردن مالیات، آن را به صاحب بنیچه (کسی که مجاز به وصول مالیات بنیچه بود) می‌پرداختند.
از این رو در زمان صفویه برخی ایلات و طوایف بزرگ ایل جاکی برای پرداخت یکجای مالیات با یکدیگر متحد شدند. در نتیجه، چهار ایل بویراحمد، چرام، دشمن زیاری و نویی که با هم یکجا مالیات می‌پرداختند، تحت عنوان چهار بنیچه نامیده شدند و دیگر ایلات و طوایف جاکی (بهمئی، شیرالی، یوسفی و طیبی) نیز شاخهٔ لیراوی را شکل دادند.

## پیشینه
دراواسط قرن سده پنجم هجری برخی از طوایف لر به دلیل زبردستی و چالاکی از منطقه لر بزرگ برای مقابله با صلیبیون به سوریه کوچانده شدند که جاکی یکی از آنان بود.طایفه جاکی در اواسط سده ششم به همراه عشایر لر دیگر از شام به نواحی غربی ایران بازگشتند.ولادمیر مینورسکی معتقد است این طوایف همان طوایف لری بوده‌اند که شهاب الدین العمری آن‌ها را ذکر کرده است. به گفته شهاب الدین العمری طوایفی از لرها در سوریه و مصر زندگی می‌کردند اما صلاح الدین ایوبی از چالاکی و زبردستی آن‌ها در بالا رفتن از صخره‌های سرسخت بوحشت افتاد و دستور قتل‌عام آن‌ها را صادر کرد. این روایت شاید علل برگشت این طوایف لر را به لرستان تا حدی روشن کند. سکندر امان الهی نیز ضمن تأیید نظر مینورسکی دلایل دیگری را نیز برای اشتباه بودن گفته حمدالله مستوفی ذکر کرده است. به گفته او زمان مهاجرتی که حمدالله مستوفی ذکر کرده با تاریخی که شهاب الدین العمری برای قتل‌عام لرها در سوریه و مصر آورده یکی است و طوایف مهاجر از سوریه همان لرهایی هستند که صلاح الدین ایوبی آنان را وادار به برگشت به لر بزرگ کرد.

## جمعیت
در ۱۳۴۷ش، شمار جمعیت کلی ایلات بازمانده از شاخهٔ چهار بنیچه (بویراحمدی، چرام، دشمن زیاری و نوئی) را ۲۲۵، ۲۳ خانوار، و شمار کل جمعیت برخی ایلات شاخهٔ لیراوی مانند بهمئی و طیبی را ۹۸۹، ۱۱ خانوار تخمین زده‌اند.